# Долэнга (герб)
Долэнга (встречается также написание Доленга — пол. Dołęga, Dołega, Dolega) — польский дворянский герб.

## Описание герба
В голубом поле серебряная подкова, обращенная шипами вниз; на передке её золотой кавалерский крест, а внутри подковы летящая вниз стрела. В нашлемнике видно ястребиное крыло, пробитое насквозь стрелою. Такой герб фамилия Долэнгов приобрела в войну Болеслава Кривоустого с Прусским орденом. Ср. Незгода. Герб Долэнга внесен в Часть 1 Гербовника дворянских родов Царства Польского, С. 159.

## Герб используют
Арцимовичи(Arcimowicz),  Бабицкие (Babicki), Бабилло (Babillo), Бачевские (Baczewski), Байрулевичи (Bajrulewicz), Барсоба (Barsoba), Бартницкие (Bartnicki), Белявские (Bielawski), Бельские (z Bielska, Bielski),  Бесман (Besman), Богашицкие (Bogaszycki), Борейко (Boreyko, Boreyka), Борковские (Borkowski), Борса (Borsa), Борсуки (Borsuk), Брудзевские (Brudzewski), Брушевские (Bruszewski), Бурчаки (Burczak), Бурнаки (Burnak), Быхавские (Bychawski), Быдельские (Bydelski), Карневалли (Carnevalli), Ходацкие, Ходаки (Chodaki), Ходакины, Ходаковские (Chodakowski), Цемневские (Ciemniewski), графы и дворяне Цешковские (Cieszkowski, Ciezkowski), Чоханские (Czochanski), Чиганские (Czyganski), Чиндацкие (Czyndacki), Домбровские (Dąbrowski, Dombrowski), Длужневские (Dluzniewski), Дминские (Dminski), Добруховские (Dobruchowski), Добржиковские (Dobrzykowski), графы и дворяне фон Доленга (v. Dolega), бар. Доленга-Оток-Отоцкие (Dolega-Otok-Otocki), Доленговские (Dolegowski), Домейко (Domejko), Домневские (Domniewski), Драминские (Draminski), Дубинские (Dubinski), Дусинкевичи (Dusinkiewicz), Дыминские (Dyminski), Дзедзицкие (Dziedzicki), Дзенгелевские, Дзюбинские (Dziubinski), Дзюблевские (Dziublewski), Эминовичи (Eminowicz), Фехнер (Fechner), Габрыаловичи (Gabrialowicz), Гаевницкие (Gajewnicki), Галемские (Galemski), Галинские (Galiński), Гизинские (Gizinski), Глоговские (Glogowski), Горецкие Горецкие (Gorecki, Gorecki Dolega), Гурецкие (Gorecki), Горельские (Gorelski), Грабянки (Grabianka), Грабовские (Grabowski), Грабские (Grabski), Гржембские (Grzebski), Гзовские (Gzowski), Гатовские (Hatowski), Городельские (Horodelski), Ярмольские (Jarmolski), Ярмулт (Jarmult, Jarmult-Mlicki), Яшинские (Jaschinski), Ясенские (Ясинские, Jasienski, Jasinski), Яссовичи (Jassowicz), Ястржембские (Jastrebski, Jastrzebski), Ержмановские (Jerzmanowski), Юргелевские (Jurgielewski), Калицкие (Kalicki), Каменские (Kamienski), Каминские (Kaminski), Карневские (Karniewski), Кавецкие (Kawiecki), Кличевские (Kliczewski), Княжнины Князьнины (Kniaznin), Коберницкие (Kobiernicki), Коблинские (Koblinski), Коморовские (Komorowski), Конарские (Konarski), Косковские, Коссовские (Kossowski), Костковские (Kostkowski), Кошковские (Koszkowski), Ковалевские (Kowalewski), Козаревичи (Kozarewicz), Козеровские (Kozierowski), Кретковские (Kretkowski), Кретовичи (Kretowicz), Крусенские (Крусинские, Krusienski, Krusinski), Кржимуские (Krzymuski), Кубальские (Kubalski), Куберские (Kuberski), Кухарские (Kucharski), Курклянские (Kurklanski), Кутклянские (Kutklanski), Квасьневские (Квасневские, Kwasniewski), Лах Ширма (Lach Szyrma), Лямпарские (Lamparski), графы и дворяне Лясоцкие (Lasocki), Ляшаны (Laszany), Леские (Leski), Левандовские (Lewandowski), Люборадские (Luboradzki), Люсинские (Lusinski), Лавские (Lawski), Лончинские (Laczynski), Лэнские (Ленские, Leski), Лукавские (Lukawski), Лукоские (Луковские, Lukoski, Lukowski na Lukoszynie), Махчинские (Machczynski), Маковецкие (Makowiecki), Мазовецкие (Mazowiecki), Мончинские (Maczynski), Мдзевские (Mdzewski), Мелиц (Melitz), Млицкие (Mlicki), Могиловские (Mohylowski), Монсквий (Monskwij), Монстовичи (Monstowicz), Монствий (Монствильд, Monstwij, Monstwild), Мостовские (Mostowski), Мыцельские (Mycielski), Мыслиборские (Mysliborski), Налепчинские (Nalepinski), Наржимские (Narzymski), Несторовичи (Nestorowicz), Неглосовские (Nieglosowski), Несуловские (Niesuloski, Niesulowski), Невядомские (Niewiadomski), Ниские (Niski), Нитославские (Нитоставские, Nitoslawski, Nitostawski), Ноневичи (Noniewicz), Носаржевские (Nosarzewski), Ольшовские (Olszowski), Орженцкие (Orzecki), Осецкие (Osiecki), Оссовские (Ossowski), Островицкие (Ostrowicki), графы и дворяне Отоцкие (Otocki), Овидские (Owidzki), Олингеры (Olinger), Пискорек (Piskorek), Пискорские (Piskorski), Пневские (Pniewski), Подгурские (Podgorski), Подлевские (Podlewski), Подыминские (Podyminski), Проневичи (Proniewicz), Пржетоцкие (Przetocki), Путрамент (Putrament), Радзимины (Radzimin), Радзимовские (Radzimowski), Радзивиловичи (Radziwilowicz), Росцеские (Roscieski), Росковские (Roskowski), Рошковские (Roszkowski), Руравские (Rurawski), Русенские (Rusienski), Рыхарские (Rycharski), Рыкашевские (Rykaszewski), Ржасницкие (Rzasnicki), Ржепишовские (Rzepiszowski), Счепановские (Sczepanowski), Считские (Sczytski), Сецемские (Secemski), Семинские (Sieminski), Сераковские (Sierakowski), Скадовские, Скарбек (Skarbek), Склодовские (Sklodowski), Склотовские (Sklotowski), Сконечные (Skonieczny), Скошевские (Skoszewski), Скварские (Skwarski), Слотвинские (Slotwinski), Слуцкие (Slucki), Служовецкие (Sluzowiecki), Смаржевские (Smarzewski), Смаржиковские (Smarzykowski), Сновские (Snowski), Собеюские (Собицуские, Sobicjuski, Sobiejuski), Соберайские (Sobierayski), Собинские (Sobinski), Собоцкие (Sobocki), Сосновские (Sosnowski), Сребровские (Srebrowski), Срженские (Srzenski), Староржебские (Староржембские, Starorzebski, Starozrebski, Starozrzebski), Ставинские (Stawinski), Стронские (Stronski), Стрыевские (Stryjowski), Сушевские (Suszewski), Сутоцкие (Sutocki), Сутовичи (Sutowicz), Шаршевские (Szarszewski), Щепанские (Szczepanski),Щепанковские (Szczepankovski) Щербинские (Szczerbinski), Щутовские (Szczutowski), Щитовские (Szczytowski), Шептыцкие (Szeptycki), Шорнель (Szornel), Ширма (Szyrma, Szyrma Lach), Ширвинские, Шишки (Шишко, Szyszka, Szyszko), Свентоховские (Swietochowski), Тохманы (Tochman), Топчевские (Topczewski), Трупельские (Trupelski), Тршцинские (Trzcinski), Турские (Turski), графы и дворяне Улинские (Ulinski), Валентыновичи (Walentynowicz), Верминские (Werminski, Wierminski), Версоцкие, Вержбовские (Wierzbowski), Витковицкие (Witkowicki), Вржоски (Wrzosek), Выпчинские (Wypczynski), Высоцкие (Wysocki), Забенские (Zabienski), Закржевские (Zakrzewski), Залеские Zaleski, Зеленевские (Zieleniewski), Зелевские (Zeleski, Zelewski), Зеленовские (Zieleniоwski), Зелинские (Zielinski), Жабенские (Zabienski), Желеские (Zeleski), Жолковские (Zolkowski).
Доленга изм.Арцимовичи (Arcimowicz), Грюнвальт (Grunwalth), Юргелевские (Jurgielewski), Калицкие (Kalicki), Коморовские (Komorowski).
Доленга II изм.Марцин Бельский (Bielski).
Доленга и Стржеме (Dolega i Strzemie)Байрулевичи (Bajrulewicz).